# Virginia Madsen
Virginia Madsen (født 11. september 1961) er en amerikansk skuespillerinde, der især huskes for sin fremtrædende rolle som prinsesse Irulan i kultfilmen Dune. Hendes fædrene bedsteforældre emigrerede til USA fra Danmark tidligt i det 20. århundrede – hun er således, ligesom sin bror, skuespilleren Michael Madsen, af kvart dansk afstamning.
Hun er stadig aktiv som skuespiller; i løbet af sin karriere har hun medvirket i mere end 70 forskellige film og serier.

## Udvalgt filmografi

### Film
- Skærmtrolden - electric dreams (1984) – Madeline Robistat
- Dune - ørkenplaneten (1984) – prinsesse Irulan
- Modern Girls (1986) – Kelly
- Fire with Fire (1986) – Lisa Taylor
- Candyman (1992) – Helen Lyle
- Ghosts of Mississippi (1996) – Dixie DeLaughter
- The Haunting (1999) – Jane Vance
- Sideways (2004) – Maya Randall
- Firewall (2006) – Beth Stanfield
- A Prairie Home Companion (2006) – Farlig kvinde
- The Number 23 (2007) – Agatha Sparrow / Fabrizia
- Hjemsøgt - The Haunting in Connecticut (2009) – Sara Campbell
- Red Riding Hood (2011) – Suzette

### Tv-serier
- Moonlighting (1989, 3 afsnit) – Annie Charnock
- Frasier (1998, 4 afsnit) – Cassandra Stone
- Justice League (2002, 2 afsnit) – Dr. Sarah Corwin, stemme
- American Dreams (2002–03, 7 afsnit) – Rebecca Sandstrom
- Detektiv Monk (2009, 3 afsnit) – T.K. Jensen
- The Event (2011, 4 afsnit) – Catherine Lewis
- Witches of East End (2013–14, 8 afsnit) – Penelope Gardiner
- Designated Survivor (2016–17, 16 afsnit) – Kimble Hookstraten
- Swamp Thing (2019, 8 afsnit) – Maria Sunderland